# Campeonato Chileno de Futebol de 2001
O Campeonato Chileno de Futebol de 2001 (oficialmente Campeonato Nacional de Fútbol Profesional de la Primera División de Chile) foi a 70ª edição do campeonato do futebol do Chile. Na primeira fase os 16 clubes jogam todos contra todos. Os dois últimos colocados são rebaixados diretamente para a Campeonato Chileno de Futebol - Segunda Divisão. Os dois primeiros lugares e o campeão da Ligilla se classificam para a Copa Libertadores da América de 2002.

## Participantes
| Equipe                                        | Cidade        | Região                           | No ano anterior                                                     | Estádio                           | Capacidade | Títulos                                              | Participações |
| --------------------------------------------- | ------------- | -------------------------------- | ------------------------------------------------------------------- | --------------------------------- | ---------- | ---------------------------------------------------- | ------------- |
| Club Social y Deportivo Colo-Colo             | Macul         | Região Metropolitana de Santiago | Terceiro Lugar                                                      | Estádio Monumental David Arellano | 47.017     | 22 (Último em 1998)                                  | 70            |
| Club Deportivo Universidad Católica           | Las Condes    | Região Metropolitana de Santiago | Sexto Lugar                                                         | Estádio San Carlos de Apoquindo   | 20.000     | 8 (1949, 1954, 1961, 1966, 1984,1987, 1997 Apertura) | 61            |
| Club de Deportes Cobreloa                     | Calama        | Região de Antofagasta            | Vice Campeão                                                        | Estádio Municipal de Calama       | 12.000     | 5 (1980, 1982, 1985, 1988, 1992)                     | 25            |
| Club Deportivo Palestino                      | La Cisterna   | Região Metropolitana de Santiago | Oitavo Lugar                                                        | Estádio Municipal de La Cisterna  | 12.000     | 2 (1955, 1978)                                       | 47            |
| Club Universidad de Chile                     | Santiago      | Região Metropolitana de Santiago | Campeão                                                             | Estádio Nacional de Chile         | 55.100     | 12 (último em 2000)                                  | 63            |
| Club de Deportes Coquimbo Unido               | Coquimbo      | Região de Coquimbo               | Décimo Primeiro Lugar                                               | Estádio La Pampilla               | ---        | 0 (não possui)                                       | 19            |
| Club Social y de Deportes Concepción          | Concepción    | Região de Bío-Bío                | Décimo Terceiro Lugar                                               | Estádio Municipal de Concepción   | 35.000     | 0 (não possui)                                       | 31            |
| Club Deportivo Huachipato                     | Talcahuano    | Região de Bío-Bío                | Oitavo Lugar                                                        | Estádio Las Higueras              | -----      | 1 (1974)                                             | 28            |
| Audax Club Sportivo Italiano                  | La Florida    | Região Metropolitana de Santiago | Sétimo Lugar                                                        | Estádio Municipal de La Florida   | 12.000     | 4 (1936, 1946, 1948, 1957)                           | 56            |
| Club de Deportes Puerto Montt                 | Puerto Montt  | Região de Los Lagos              | Décimo Quarto Lugar                                                 | Estádio Regional de Chinquihue    | 5.300      | 0 (não possui)                                       | 6             |
| O'Higgins Fútbol Club                         | Rancagua      | Região de O'Higgins              | Décimo Segundo Lugar                                                | Estádio El Teniente               | 14.550     | 0 (não possui)                                       | 41            |
| Corporación Club de Deportes Santiago Morning | La Pintana    | Região Metropolitana de Santiago | Décimo Lugar                                                        | Estádio Municipal de La Pintana   | 6.000      | 1 (1942)                                             | 40            |
| Club de Deportes Santiago Wanderers           | Valparaíso    | Região de Valparaíso             | Nono Lugar                                                          | Estádio Elías Figueroa Brander    | 23.000     | 2 (1958, 1968)                                       | 45            |
| Unión Española                                | Independencia | Região Metropolitana de Santiago | Quarto Lugar                                                        | Estádio Santa Laura               | 22.375     | 5 (1943, 1951, 1973, 1975, 1978)                     | 67            |
| Club Social de Deportes Rangers               | Talca         | Região de Maule                  | Acesso pelo Campeonato Chileno de Futebol de 2000 - Segunda Divisão | Estádio Fiscal de Talca           | 8.324      | 0 (não possui)                                       | 37            |
| Club de Deportes Unión San Felipe             | San Felipe    | Região de Valparaíso             | Acesso pelo Campeonato Chileno de Futebol de 2000 - Segunda Divisão | Estádio Municipal de San Felipe   | 18.500     | 1 (1971)                                             | 14            |

## Campeão
| Campeão Chileno 2001                                                 |
| -------------------------------------------------------------------- |
| Club de Deportes Santiago Wanderers (Valparaíso) (3º título) Campeão |